# Maxus V90
Maxus V90 — легкий комерційний фургон від 2 до 18 місць, вироблений компанією Maxus. Він був представлений під час Шанхайського автосалону 2019 року. Модель була покликана замінити Maxus V80. Автомобіль продається на багатьох європейських ринках як Maxus Deliver 9, включаючи повністю електричну версію, відому як Maxus eDeliver 9.

## Опис

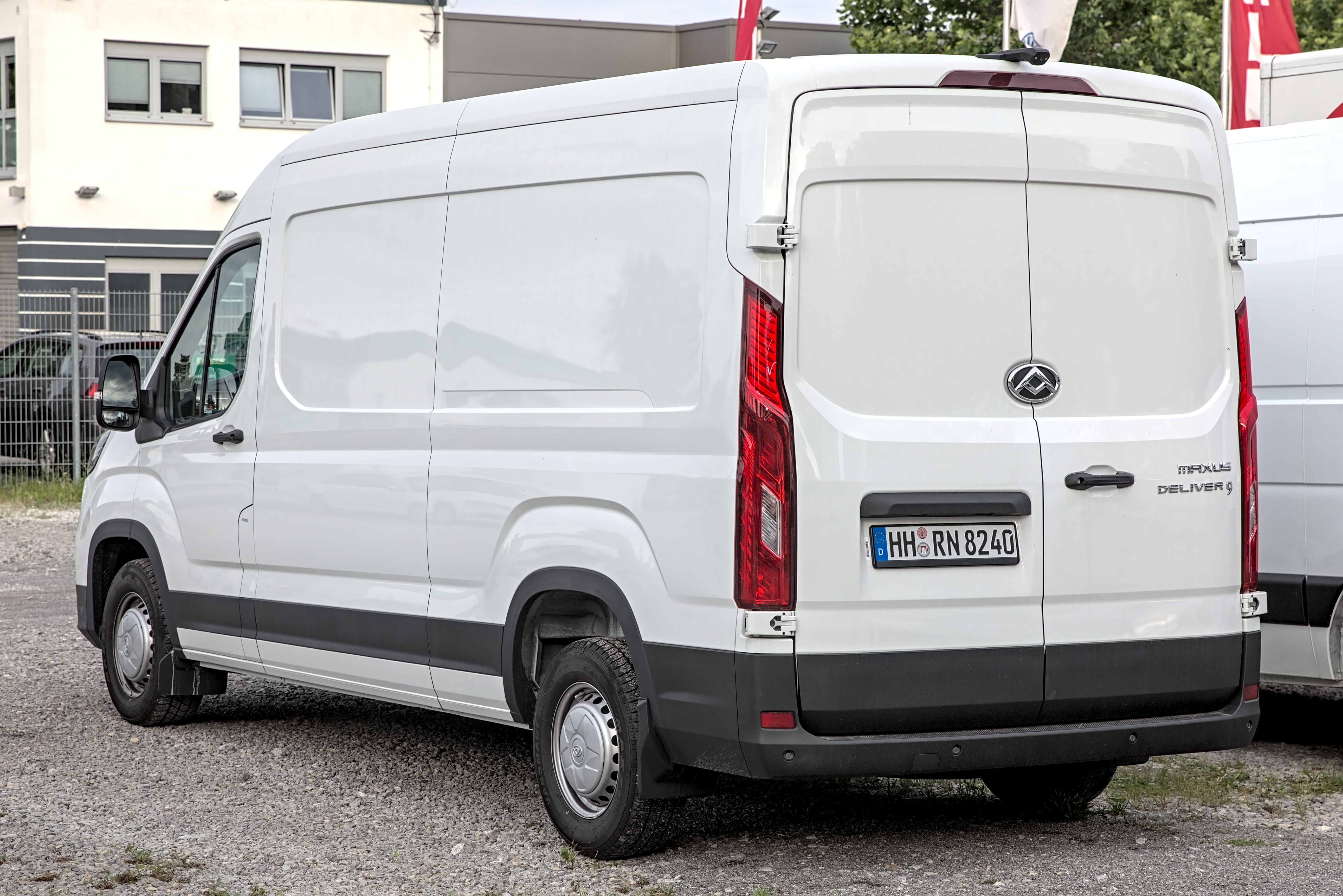
Maxus Deliver 9

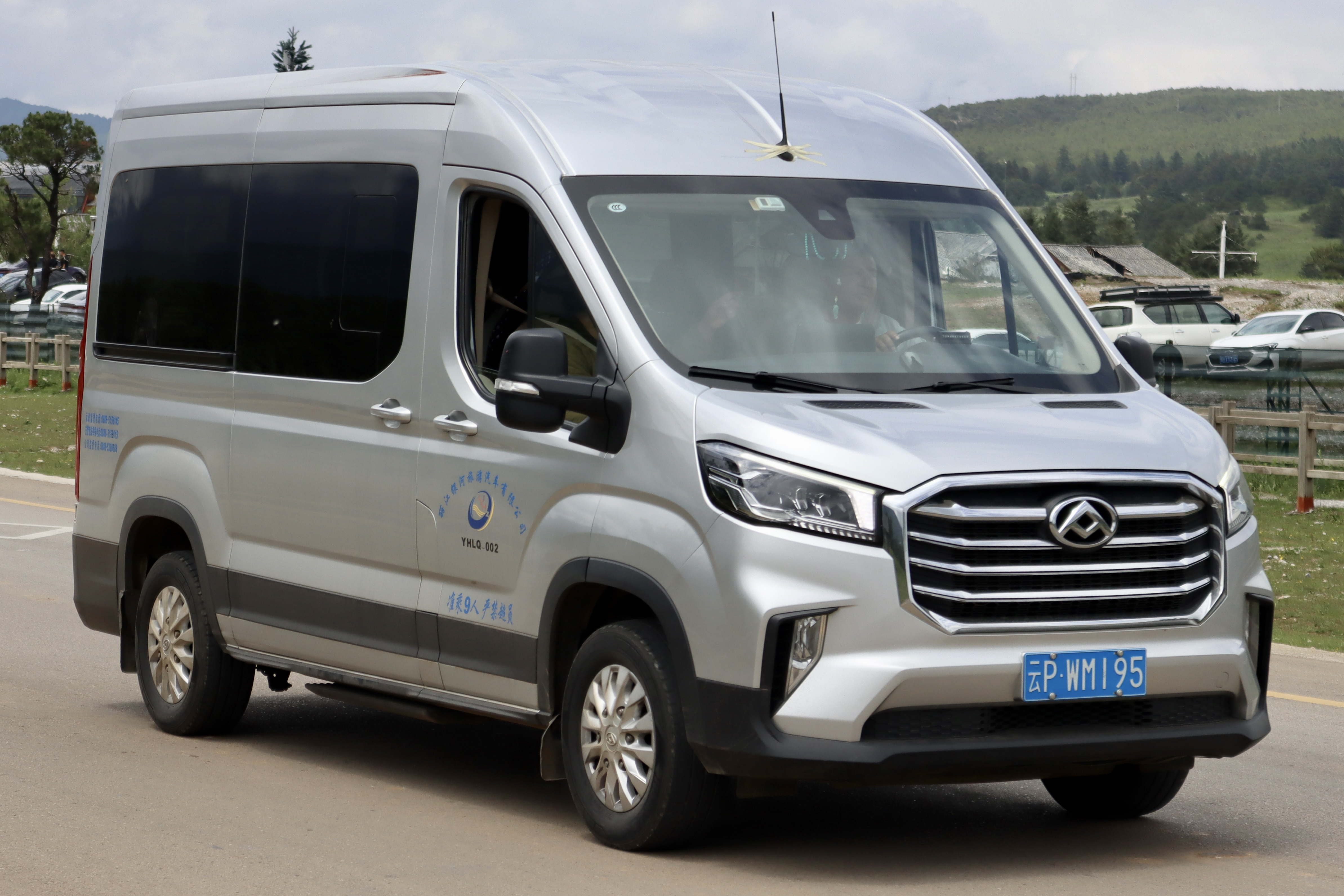
Maxus V90

Модель V90 була представлена компанією Maxus як нове покоління розвізного автомобіля, на відміну від V80, створеного в епоху британського LDV, V90 вже є самостійною розробкою китайської SAIC. Автомобіль було створено як відповідь на конкурентоспроможні великі транспортні засоби доставки, зокрема: Європейські виробники, такі як Mercedes-Benz Sprinter та Ford Transit (дизайн якого був взятий за основу).
Окрім варіанту поставки, Maxus V90 також пропонується як шасі для переобладнання, а також великий пасажирський фургон або мікроавтобус з різною колісною базою та довжиною кузова залежно від пасажирських місць.
Це пов’язано з використанням платформи, що дозволяє комплексно модифікувати варіанти кузова, а також джерела потужності. V90 пропонується з 6-ступінчастою механічною або автоматичною коробкою передач.
Топовий Maxus оснащений широким набором систем безпеки, які, крім адаптивного круїз-контролю та асистента водія, також пропонують функції попередження про зіткнення та зміну смуги руху, а також моніторинг сліпих зон.
Maxus V90 оснащений одним приводом у вигляді чотирициліндрового 2-літрового дизельного двигуна з подвійним турбонаддувом і уприскуванням Common Rail. Агрегат розвиває потужність 170 к.с. і досягає максимального крутного моменту 400 Нм, доступного при 1500 обертах.

### EV90

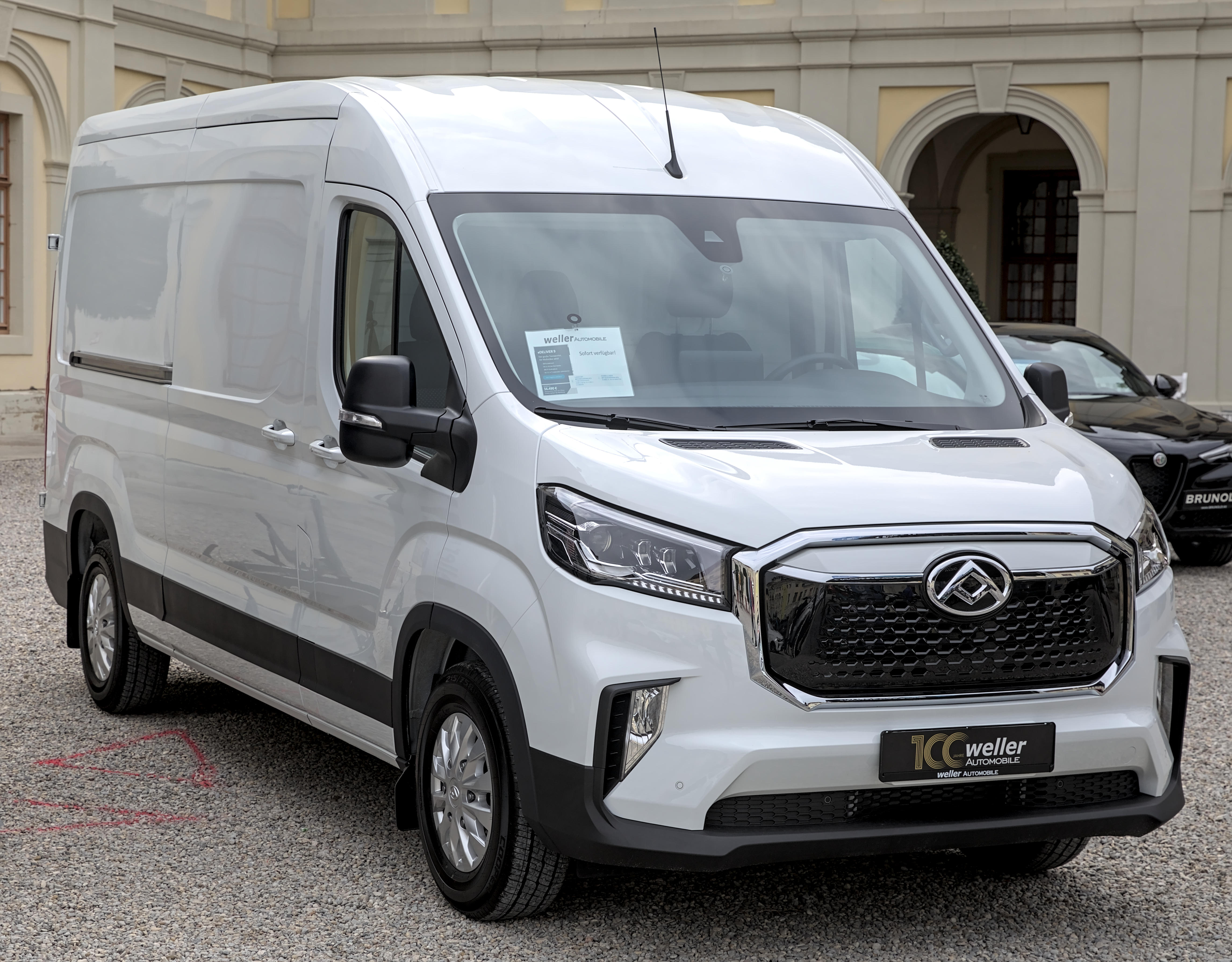
Maxus eDeliver 9

На додаток до варіанту з двигуном внутріщнього згоряння, модель V90 також була розроблена як електромобіль під назвою Maxus EV90. Візуально його виділяє пластикова блискуча кришка на місці решітки радіатора, а технічно електрофургон Maxus оснащений електродвигуном потужністю 204 к.с. і 350 Нм максимального крутного моменту, а покупці можуть вибрати акумулятори в три варіанти потужності: 51, 5 кВт/год, 72 кВт/год або 88,55 кВт/год. Вони дозволяють досягти запасу ходу на одному заряді 180, 235 або 296 кілометрів відповідно за європейським стандартом вимірювання WLTP.

### Продаж
Maxus V90 створювався як для внутрішнього ринку Китаю, так і для експорту. У 2020 році автомобіль надійшов у продаж в Австралії та Новій Зеландії під брендом LDV як LDV Deliver 9 або LDV eDeliver 9 в електричній версії, тоді як у Великобританії та Ірландії було вирішено представити автомобіль для продажу під брендом Maxus як Maxus Deliver 9 або Maxus eDeliver 9. З 2021 року транспортний засіб також пропонується під тією ж назвою на окремих європейських ринках, включаючи Польщу.

## Двигуни
- 2.0 L SC20M turbo diesel I4 170 к.с. 400 Нм
- Electric motor	150kW 204 к.с. 350 Нм